# سیارک ۱۰۶۸۱
سیارک ۱۰۶۸۱ (به انگلیسی: 10681 Khture، نامگذاری:1979TH2) ده هزار و ششصد و هشتاد و یکمین سیارک کشف شده‌است که در ۱۴ اکتبر ۱۹۷۹ کشف شد.
قدر مطلق سیارک برابر ۱۳٫۲۰ است.